# Pliolophus
Pliolophus — вимерлий рід ссавців з родини коневих, який жив у ранньому еоцені Британії.